# الحمران (منبج)
الحمران قرية سوريّة تتبع إداريّاً لمحافظة حلب منطقة منبج ناحية مركز منبج، بلغ تعداد سكانها 646 نسمة حسب التعداد السكاني لعام 2004.